# Рено II (граф Бургундии)
Рено II Бургундский (фр. Renaud II de Bourgogne; ок. 1056 — 1097) — граф Макона с 1085, пфальцграф Бургундии с 1087 года; сын пфальцграфа Бургундии Гильома I Великого и Стефании де Лонгви, дочери герцога Верхней Лотарингии Адальберта де Лонгви .

## Биография

### Правление
Еще при жизни отца Рено вместе с братом Этьеном I получил в управление графство Макон. После смерти отца он унаследовал и графство Бургундия.
Рено пользовался большим влиянием в Европе, в том числе и потому, что благодаря удачно женившимся братьям и выданным замуж сестрам был родственником многих могущественных князей.
Рено посредством брака еще больше увеличил свои владения, женившись на «наследнице» графства Олтинген (в районе Базеля в современной Швейцарии), получив в управление несколько областей в графстве.
Рено умер во время Первого крестового похода, оставив управлять графством своего брата Этьена. Традиционно считается, что он умер в 1097 году. Однако хронист Альберт из Ахена указывает, что Рено состоял в армии Вельфа I, герцога Баварии, во время его поездки в Иерусалим, и умер именно во время этой поездки в пути. Если это известие истинно, то смерть Рено стоит отнести к лету 1101 года.
В Бургундии Рено наследовал его брат Этьен I, а в Маконе — сын Гильом II.

### Брак и дети
Жена: с до 1085 года Режина (умерла после 12 апреля 1107 года), дочь графа Куно I фон Олтиген. Сын:
- Гильом II Немецкий (убит после 3 января 1125 года) — пфальцграф Бургундии с 1098 года, граф Макона с 1097 года